# گونار برگرن
گونار برگرن (انگلیسی: Gunnar Berggren؛ ۲۶ ژانویه ۱۹۰۸ – ۲ سپتامبر ۱۹۸۳ (aged 75)) ورزشکار بوکس اهل سوئد بود.
وی در مسابقات کشوری و بین‌المللی در مجموع برندهٔ ۱ مدال نقره، ۱ مدال برنز شده‌است.